# Église Saint-Porphyre de Gaza
L'église Saint-Porphyre de Gaza (en arabe : كنيسة القديس برفيريوس) est l'église chrétienne orthodoxe de Gaza, principale ville de la bande de Gaza (Territoires palestiniens).
Consacrée en 1150, c'est la plus ancienne église encore en activité dans la ville, et la troisième plus ancienne église encore utilisée au monde. Elle est située dans le quartier Zaytun de la vieille ville. La tombe de Porphyre de Gaza, évêque de Gaza au Ve siècle, se trouve dans le coin nord-est de l'église.
Le 19 octobre 2023, l'église Saint-Porphyre est endommagée par un bombardement israélien meurtrier lors de la guerre entre Israël et le Hamas.

## Historique

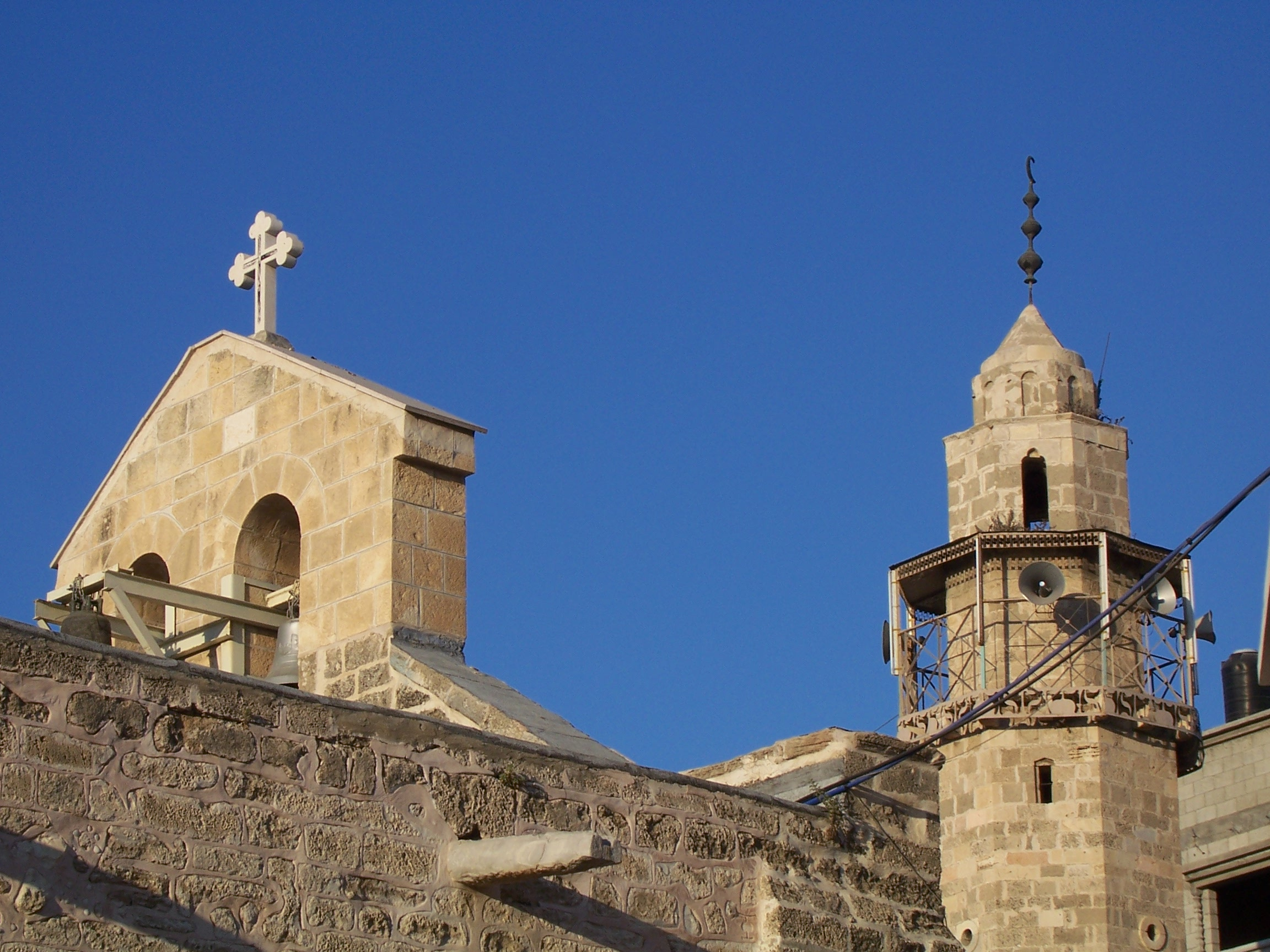
Église Saint-Porphyre de Gaza.

Une première église a été construite à cet emplacement au début du Ve siècle. Celle-ci a été bâtie par les croisés au XIIe siècle. Elle a été restaurée en 1856. Il y avait en 2012 environ 3 000 chrétiens dans la bande de Gaza sur ses 1 500 000 habitants.

Le 19 octobre 2023, l'église Saint-Porphyre est endommagée par une frappe israélienne lors de la guerre entre Israël et le Hamas. Cette attaque tue au moins 16 palestiniens chrétiens parmi les centaines de personnes réfugiées dans l'église.

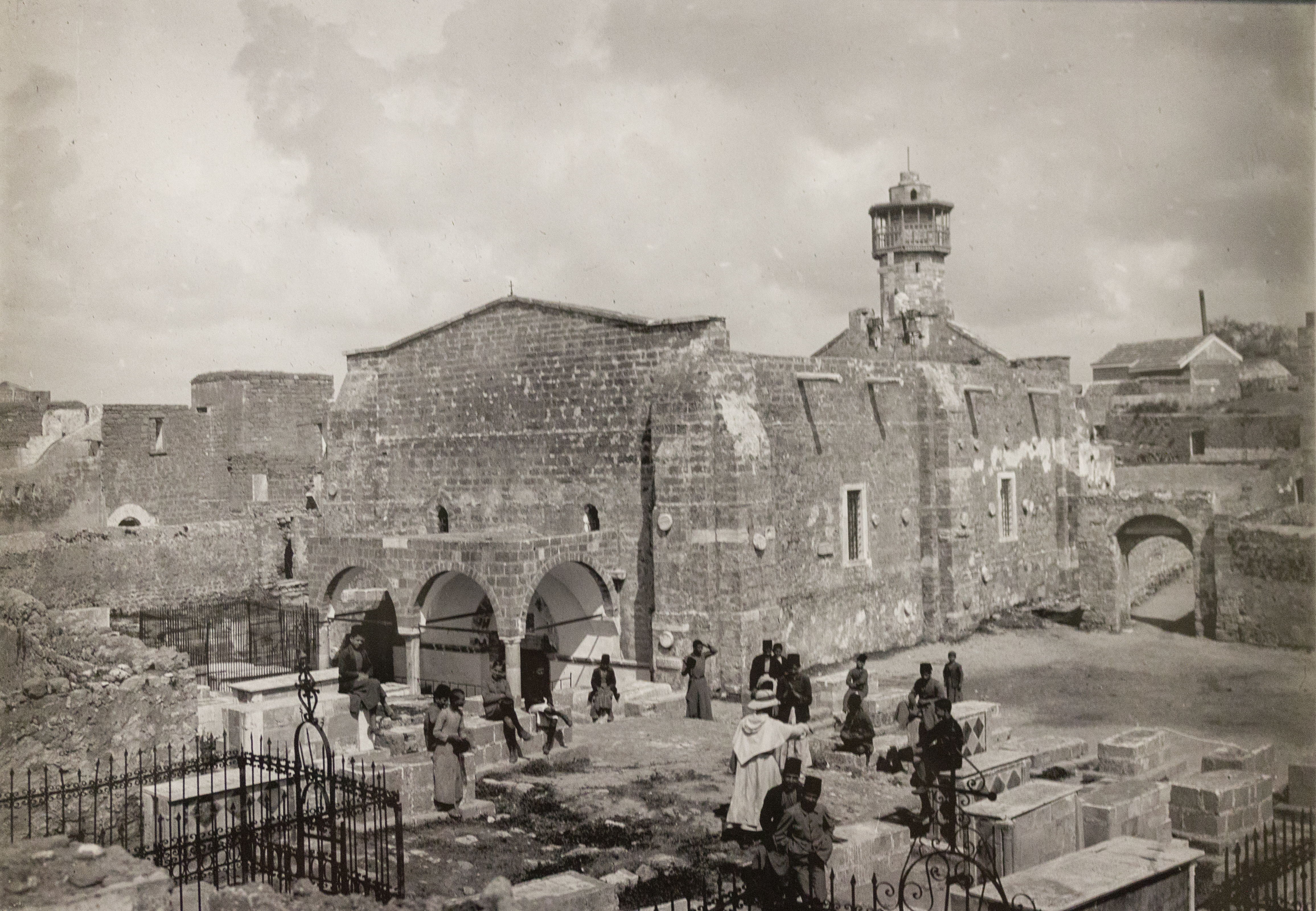
L'église en 1922, pendant la Palestine mandataire.
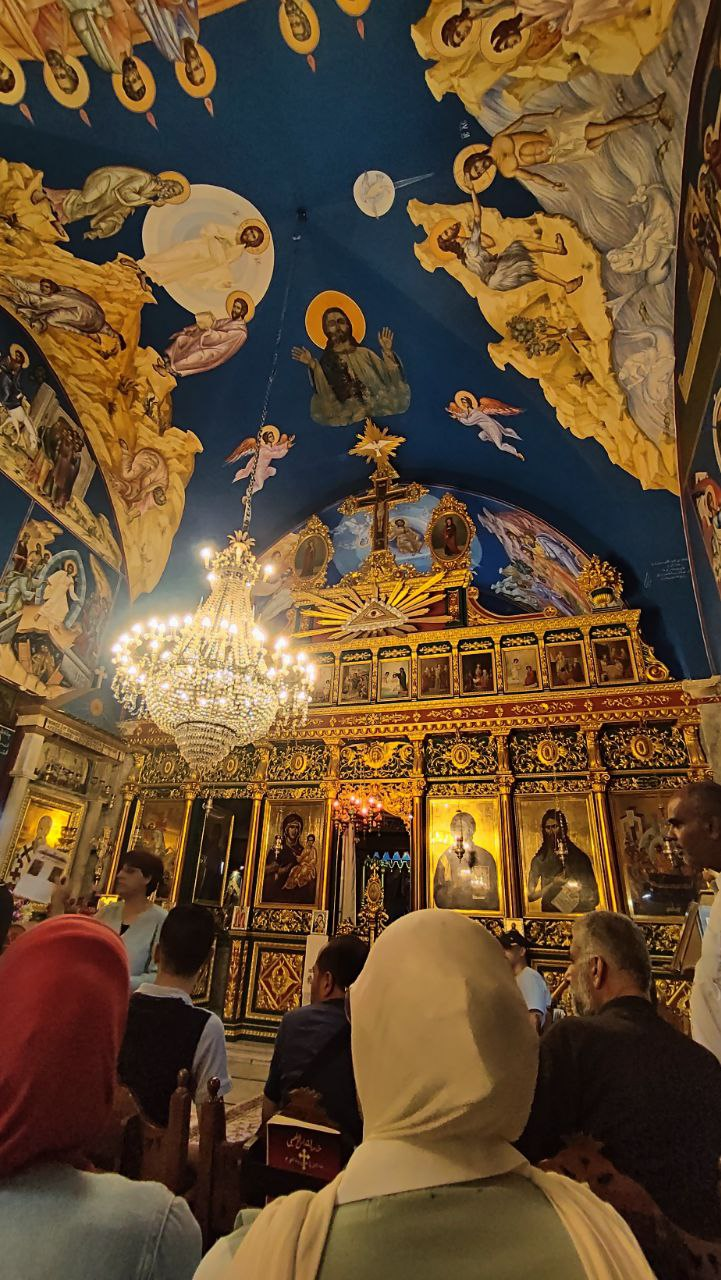
Intérieur de l'église, le 2 décembre 2024.